# Hrvatska turistička zajednica
Hrvatska turistička zajednica (HTZ) je nacionalna turistička organizacija osnovana radi stvaranja i promicanja identiteta i ugleda hrvatskog turizma, planiranja i provedbe zajedničke strategije i koncepcije njegove promocije, predlaganja i izvedbe promidžbenih aktivnosti u zemlji i inozemstvu od zajedničkog interesa za sve subjekte u turizmu, te podizanja razine kvalitete cjelokupne turističke ponude Hrvatske. 
Tijela ove organizacije su: 
- Sabor
- Turističko vijeće
- Nadzorni odbor i predsjednik.

Dužnost predsjednika HTZ-a obnaša ministar mora, turizma, prometa i razvitka. HTZ djeluje na temelju godišnjeg Programa rada i Financijskog plana koje donosi Sabor, a ostvaruje prihode iz sljedećih izvora: boravišne pristojbe, članarine, državnog proračuna i ostalih izvora. Stručna služba HTZ-a je Glavni ured sa sjedištem u Zagrebu, koji obavlja stručne i administrativne poslove koji se odnose na zadaće Hrvatske turističke zajednice. 
Dana 8. ožujka 2012. godine na Međunarodnom festivalu turističkog filma, koji se svake godine održava u okviru turističke burze ITB u Berlinu, promidžbeni film „Oda radosti“ osvojio je u kategoriji turističkih filmova, nagradu Turistički Oskar „Das goldene Stadttor“. Ideju je dala hrvatska čelistica Ana Rucner nakon što je snimka njezine izvedbe Ode radosti s Revijskim i Tamburaškim orkestrom HRT-a i ansamblom Lado polučila velik međunarodni uspjeh. Film je režirao Hrvoje Hribar, a snimatelj je bio Mirko Pivčević. U filmu koji traje ukupno 4,5 minute sudjeluju i Zagrebačka filharmonija, zbor Ivan Goran Kovačić, kao i glazbenici na našim autentičnim narodnim instrumentima poput gajdi, sopila ili lijerice koje je snimio Stjepan Večković.

## Vanjske poveznice
- Stranice HTZ-a